# Bretzwil
Bretzwil (Dialekt: Brätzbel) ist eine politische Gemeinde im Bezirk Waldenburg des Kantons Basel-Landschaft in der Schweiz.

## Geographie

Historisches Luftbild von Werner Friedli (1953)

Bretzwil liegt auf 628 m ü. M. im südlichen Mittelteil des Kantons in einer Senke am Seebach. Es ist auf drei Seiten vom Kanton Solothurn umgeben. Seine Nachbargemeinden sind Lauwil und Reigoldswil sowie die Solothurner Gemeinden Seewen und Nunningen.

## Geschichte
Erstmals 1194 erwähnt, gehörte Braswilere zuerst zur Talkirche Oberkirch bei Nunningen und wechselte später zum Bischof von Basel. 1377 bekamen die «Herren von Brislach» das Dorf als Lehen, wechselten ihren Namen in «Edelknechte von Ramstein», und verkauften 1518 Bretzwil an die Stadt Basel. Seit 1673 befindet es sich im Waldenburger Amt.

## Wappen
Blasonierung:
Goldener Grund mit zwei sich kreuzenden roten Lilienstäben
Dies war das Wappen der Edelknechte von Ramstein (vgl. auch mit den Wappen von Brislach, Nunningen, Zullwil und Zwingen).

## Wirtschaft
Bretzwil besitzt viele landwirtschaftliche und lokale Betriebe, so auch 3 Restaurants und 1 Dorfladen (Metzgerei).

## Verkehr
Das Dorf liegt an der überregionalen Strasse von Laufen nach Waldenburg und nach Grellingen. Daneben ist die Gemeinde mit zwei Postautolinien erschlossen. So kann man via Nunningen nach Laufen Bahnhof beziehungsweise via Seewen zum SBB-Bahnhof Grellingen sowie via Büren zum Bahnhof SBB in Liestal gelangen. Weiter kann man über Reigoldswil den Bahnhof Waldenburg der Waldenburgerbahn erreichen oder nach Liestal gelangen.

## Sehenswürdigkeiten
- Kirche St. Maria mit wertvollen Glasmalereien und geschnitzter Kanzel
- Ruine Ramstein
- Isaak-Bowe-Brunnen, zur Erinnerung an den Bauernführer im Bauernkrieg von 1653
- Ortsmuseum

## Bilder

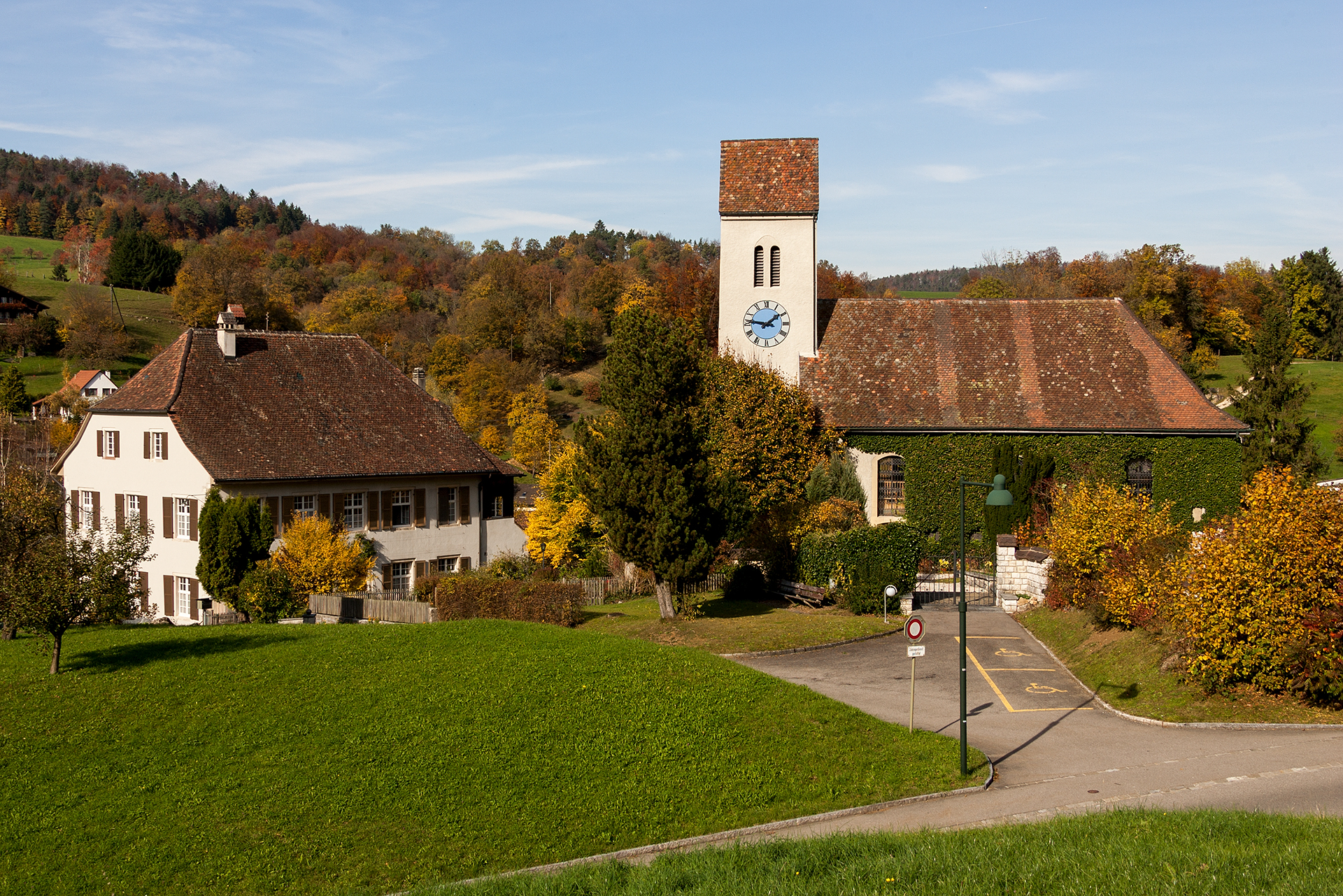
Pfarrhaus und Kirche
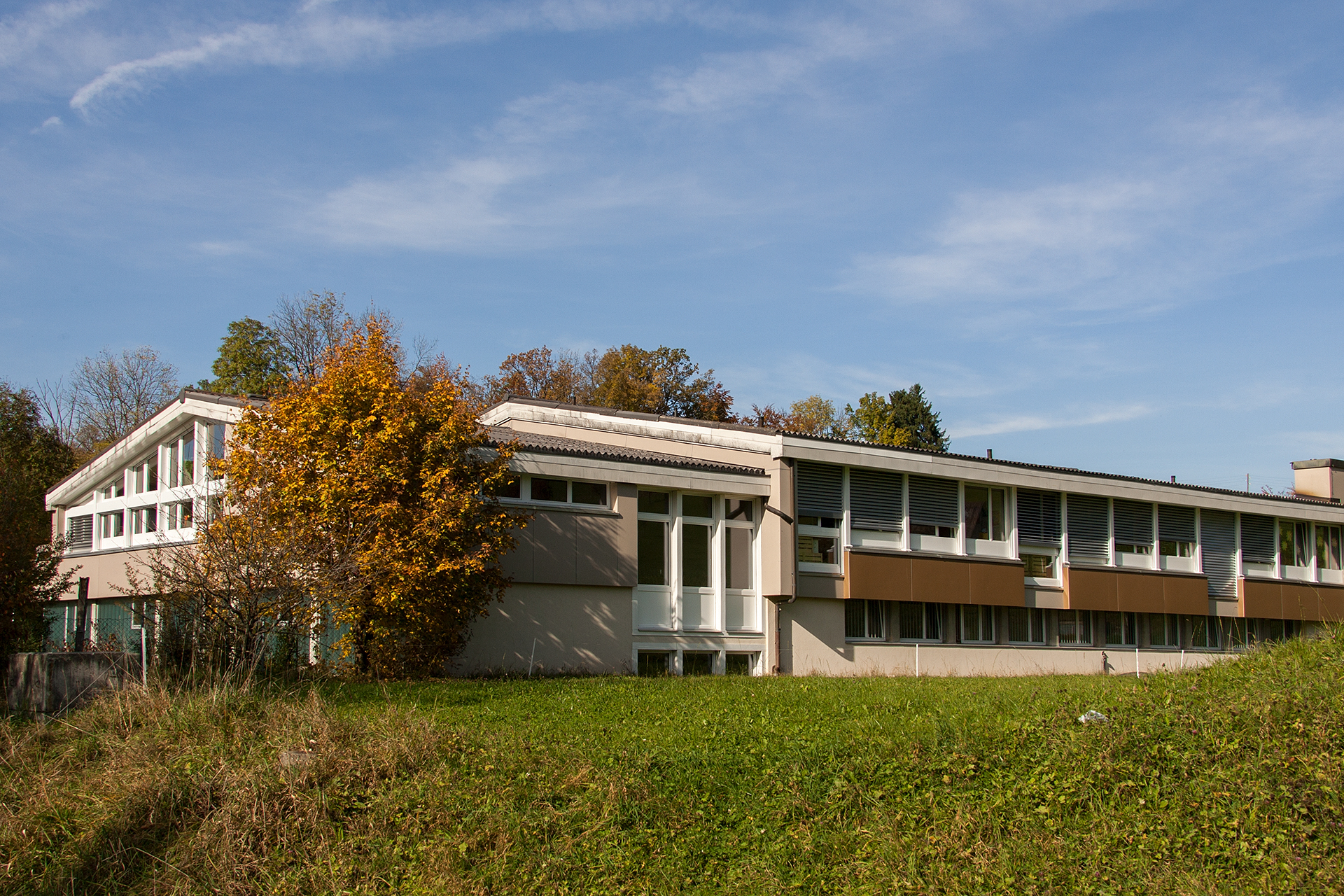
Primarschulhaus
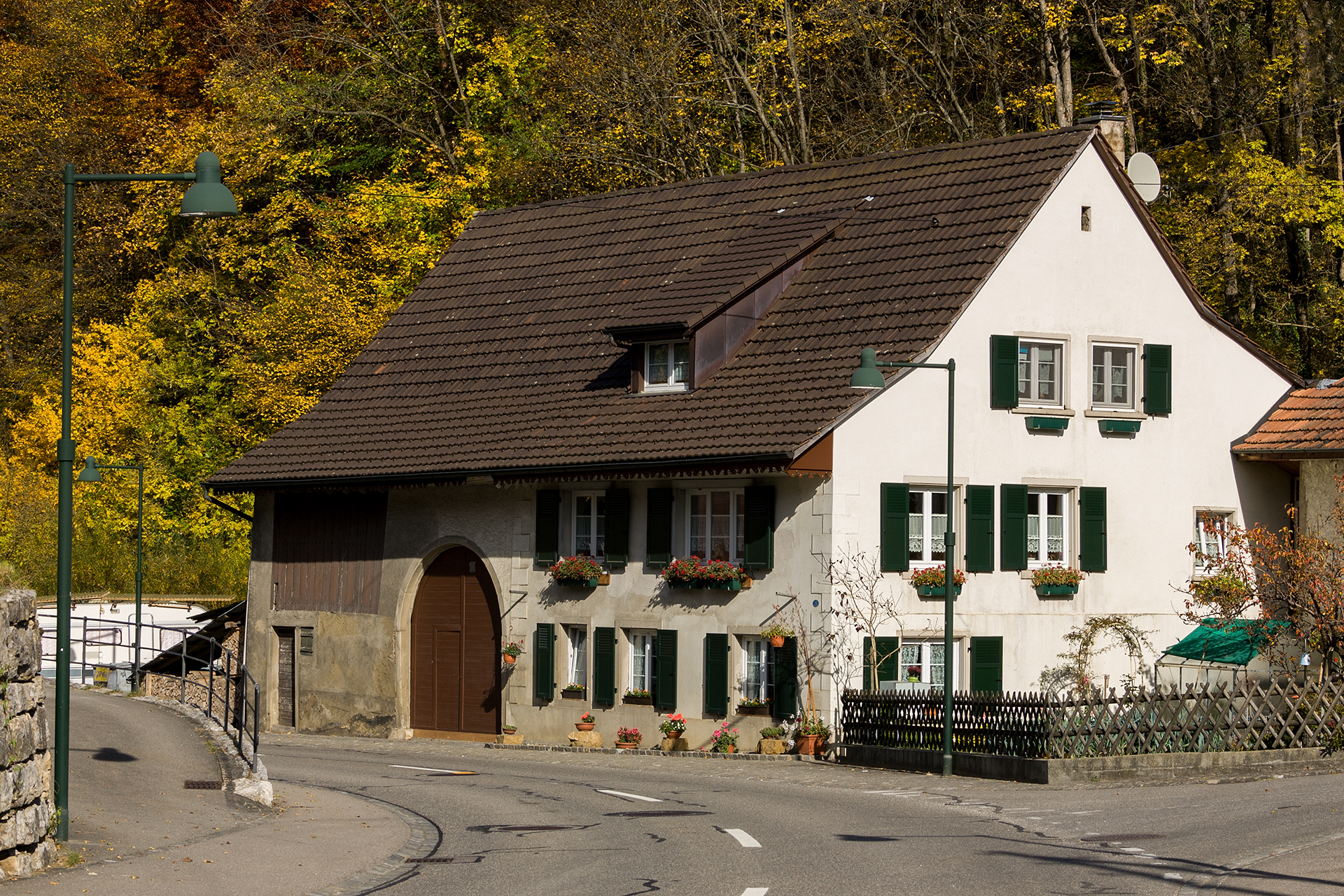
Dreisässenhaus